# Cerianthus taedus
Espèce
Cerianthus taedus est une espèce de la famille des Cerianthidae.

## Systématique
Le nom valide complet (avec auteur) de ce taxon est Cerianthus taedus McMurrich, 1910.

## Publication originale
- McMurrich, J.P. 1910.